# Abiogeneza
Abiogeneza ili biopoeza prirodni je proces nastanka života iz nežive materije kao što su jednostavni organski spojevi. Vjeruje se da se odvila prije 3.8 do 4.1 milijardi godina te je istraživana kroz kombinaciju laboratorijskih eksperimenata i proučavanja genetičkih informacija modernih organizama kako bi se došlo do razumnih pretpostavki o tome koja su kemijska zbivanja dovela do nastanka živih sistema.
Abiogeneza se proučava kroz 3 glavna aspekta: geofizikalni, kemijski i biološki, a eksperimenti se danas sve češće temelje na pokušaju sinteze sva tri. Mnogi pristupi istražuju kako su nastale samoreplicirajuće molekule pa je tako danas najprihvaćenija hipoteza da je život na Zemlji potekao od RNA svijeta, iako možda život baziran na RNA nije bio prvi koji je postojao. Miller-Ureyev i slični eksperimenti su demonstrirali da aminokiseline, osnovni sastojci života, mogu biti sintetizirane iz anorganskih spojeva u uvjetima za koje se pretpostavlja da su slični onima na ranoj Zemlji. Brojni se fokusiraju na to kako je kataliza u kemijskim sustavima mogla omogućiti nastanak prekursorskih molekula potrebnih za samoreplikaciju. Složene organske molekule pronađene su u Sunčevom sustavu i međuzvjezdanom prostoru i one su mogle pružiti početni materijal za razvoj života na Zemlji.
Prema hipotezi panspermije mikroskopski bi život mogao postojati diljem svemira i biti nošen meteoritima, asteroidima i ostalim manjim tijelima. Spekulira se o tome da je biokemija života počela odmah nakon velikog praska, prije 13.8 milijardi godina, tijekom epohe kada je svemir bio star samo 10 do 17 milijuna godina.
Zemlja je usprkos svemu jedino mjesto u svemiru za koje znamo da ga nastanjuje život. Starost Zemlje je oko 4.54 milijardi godina, a najraniji nepobitni dokaz života na njoj star je 3.5 milijardi godina iz razdoblja eoarhaika. Pronađeni su fosili mikroskopskog života u 3.48 milijardi godina starom pješčenjaku otkrivenom u Zapadnoj Australiji. Drugi stariji fizički dokazi supstanci biološkog podrijetla jesu grafit u 3.7 milijardi godina starim metasedimentnim stijenama otkrivenim na jugozapadnom dijelu Grenlanda i ''ostaci biotičkog života'' nađeni u 4.1 milijardi godina starim stijenama u Zapadnoj Australiji. Prema jednom od istraživanja, ''Ako se život na Zemlji pojavio relativno brzo ... onda bi mogao biti uobičajen u svemiru.''

## Rani geofizikalni uvjeti
Prema nedavnim istraživanjima kompjuterskim modelima složene su se organske molekule potrebne za život mogle formirati u protoplanetarnom disku svemirske prašine koji je obavijao Sunce prije formiranja Zemlje. Kompjuterske studije ukazuju da se isti proces mogao odviti i oko drugih zvijezda okruženih planetima.
Vjeruje se da je Zemlja u doba hadija imala sekundarnu atmosferu formiranu zahvaljujući oslobađanju plinova iz stijena nastalih od velikih planetezimalnih čvrstih objekata koji su se sudarali sa Zemljom. Prvo se mislilo da se Zemljina atmosfera sastojala od hidirda - metana, amonijaka i vodene pare - i da je život počeo u takvim uvjetima pogodnim za formiranje organskih molekula. Prema kasnijim modelima temeljenim na proučavanju starih minerala atmosfera se u kasnom hadiju uglavnom sastojala od dušika i ugljikova dioksida s manjim količinama ugljikova monoksida, vodika i spojeva sumpora. Budući da je Zemlji nedostajala gravitacija kojom bi se zadržao molekularni vodik, ta se komponenta vjerojatno brzo izgubila tijekom hadija zajedno s nekim drugim prvobitnim inertnim plinovima. Otopina CO2 u vodi je učinila mora blago kiselim s pH vrijednošću oko 5.5. Atmosfera se iz tog vremena opisuje kao ''gigantski produktivni kemijski laboratorij na otvorenom''. Slična je mješavini plinova koju oslobađaju vulkani, a kakva se i danas rabi u proučavanju abiotske kemije. Oceani su vjerojatno pojavili tijekom hadija oko 200 milijuna godina nakon Zemljinog formiranja i to u vrućim uvjetima s temperaturom od oko 100 °C i pH vrijednošću od oko 5.8 koja se brzo povećavala prema neutralnoj. Na to upućuje datiranje 4.404 milijardi godina starih kristala cirkona iz planine Narryer u Zapadnoj Australiji što je dokaz da su oceani i kontinentalna kora postojali unutar 150 milijuna godina nakon Zemljine formacije. Unatoč vjerojatnoj povećanoj vulkanskoj aktivnosti i postojanju brojnih manjih tektonskih ploča, predlaže se da je između 4.4 i 4.3 milijardi godina Zemlja bila vodeni svijet s vrlo malo ili nimalo kontinentalne kore s ekstremno turbulentnom atmosferom i hidrosferom izloženom visokoj razini UV i kozmičkog zračenja sa stalnim udarima meteora.Hadijski bi okoliš bio iznimno opasan za moderni život. Česti sudari s velikim objektima (do 500 kilometara u promjeru) bili bi dovoljni da steriliziraju planet i dovedu do potpunog isparavanja današnjih oceana unutar nekoliko mjeseci konstantnih udara, a vruća bi para zajedno s plinovima iz stijena tvorila oblake na visokoj nadmorskoj visini koji bi u potpunosti prekrili planet. S vremenom bi na nižim visinama počelo kišiti, a visina oblaka bi se postupno smanjivala tijekom idućih 2000 godina što bi povratilo oceane njihovoj prvobitnoj dubini i to tek nakon 3000 godina poslije udara.

### Najraniji biološki dokazi života na Zemlji
Sadašnji dokazi upućuju da je raniji život na Zemlji sigurno postojao prije najmanje 3.5 milijardi godina tijekom eoarhaika. Fizički su dokazi grafit biološkog podrijetla u 3.7 milijardi godina starim metasedimentnim stijenama jugozapadnog Grenlanda i fosili mikroorganizama u 3.48 milijardi godina starom pješčenjaku iz Zapadne Australije. Oceanograf Gustaf O. Arrhenius pronašao je dokaz ranog života u 3.7 milijardi godina starim stijenama otoka Akilia blizu jugozapadnog Grenlanda. Koristeći spektrometar identificirao je izotope ugljika biološkog podrijetla. Na Strelley Poolu, u Pilbarra regiji Zapadne Australije pronađeni su fosilni dokazi života koji upućuju na tubularne stanice koje su fotosintezom oksidirale sumpor u nedostatku kisika. Nedavno su geokemičari sa Sveučilišta Kalifornija, Los Angeles (UCLA) pronašli dokaze da je život vjerojatno postojao na Zemlji pri najmanje 4.1 milijardi godina - 300 milijuna godina prije nego što su upućivala prijašnja istraživanja.
U ranijem periodu između 3.8 i 4.1 milijardi godina promjene u orbitama gigantskih planeta vjerojatno su dovele do teškog bombardiranja asteroidima i kometima. Da je život postojao u to vrijeme, udari bi sterilizirali planet. Geološki, hadijska bi Zemlja trebala biti daleko aktivnija nego u bilo koje drugo vrijeme svoje povijesti. Istraživanja meteorita su pokazala da su radioaktivni izotopi poput aluminija-26 s poluživotom od 7.17×105 godina i kalija-40 s poluživotom od 1.250×109 godina, poglavito proizvedenim u supernovama, bili daleko češći.
Istraživanje Kevina A. Mahera i Davida J. Stevensona pokazalo je da duboko hidrotermalno okružje pruža povoljne uvjete za nastanak života čime se abiogeneza mogla zbiti vrlo rano u razdoblju od 4.0 do 4.2 milijardi godina. S druge strane, ako se odvila na površini Zemlje, mogla se najranije odviti u razdoblju od 3.7 do 4 milijardi godina.

## Povijest

### Spontana generacija
Spontana generacija je hipoteza prema kojoj se u sadašnjosti određeni oblik života spontano rađa iz nežive materije npr. muhe iz mesa ili pčele iz cvijeća što nazivamo heterogenezom. Takvo vjerovanje u povijest seže još do Aristotela i antičke grčke filozofije, a imalo je potporu zapadnih učenjaka sve do 19. stoljeća. Držalo se da se određeni, kompleksni živi organizmi spontano stvaraju iz propadajućih organskih sastojaka. Prema Aristotelu, lako uočljiva istina je bila da lisne uši dolaze od rose koja pada na biljke, muhe iz trule materije, miševi iz prljavog sijena itd. U 17. stoljeću ljudi su počeli propitivati takve pretpostavke. 1646. Sir Thomas Browne objavio je Pseudodoxia Epidemica koja je bila napad na lažna vjerovanja. Njegov ga je suvremenik, Alexnder Ross pokušao opovrgnuti optuživši ga da dovodi u pitanje razum, osjetila i iskustvo.
1665. Robert Hooke je objavio prve crteže mikroorganizma. Nakon njega, 1676. Antonie van Leeuwenhoek je nacrtao i opisao mikroorganizme za koje se danas smatra da su bili protozoa (praživotinje) i bakterije. Mnogi su tada smatrali da su mikroorganizmi dokaz spontane generacije jer su im se činili previše jednostavni za spolno razmnožavanje, a nespolno putem diobe stanica još nije bilo poznato. Van Leeuwenhoeka su mučile tada prihvaćene ideje da muhe spontano nastaju iz truleži, a žabe iz mulja. Koristeći razne eksperimente - od otvorene i zatvorene inkubacije mesa do detaljnog proučavanja razmnožavanja kukaca - do 1680-ih je postao siguran da je ideja spontane generacije netočna.
Prvi poznati eksperimentalni dokaz protiv spontane generacije pojavio se 1668. kada je Francesco Redi pokazao da se u mesu ne pojavljuju crvi ako onemogućimo muhama da liježu jajašca ličinki na meso.  Postupno se isto potvrdilo za sve testirane više i vidljive organizme. Alternativa je bila biogeneza - svako živo biće je nastalo iz već postojećeg živog bića (omne vivum ex ovo, lat. sve živo iz jajeta). 1768. je Lazzaro Spallanzani pokazao da su mikrobi prisutni u zraku te se mogu ubiti kuhanjem u kipućoj vodi. 1861. Louis Pasteur je pomoću serije eksperimenata demonstrirao da se organizmi poput bakterija i gljivica na pojavljuju spontano na sterilnom, nutrijentima bogatom mediju, već samo ako na medij dospiju izvana. Do sredine 19. stoljeća teorija biogeneze je nakupila toliko potpore dokazima zahvaljujući radu Pasteura i drugih,  da je teorija spontane generacije bila uspješno pobijena.

### Porijeklo izrazabiogenezaiabiogeneza
Izraz biogeneza se obično pripisuje ili Henryju Charltonu Bastianu ili Thomasu Henryju Huxleyju. Bastian ga je upotrijebio oko 1869. u neobjavljenom razgovoru s Johnom Tyndallom koristeći ga sa značenjem porijeklo života ili početak. 1870. Huxley je kao predsjednik Britanskog društva za unaprjeđenje znanosti napisao pismo naslovljeno s Biogeneza i abiogeneza. Upotrijebio je termin biogeneza suprotno od Bastiana te uveo pojam abiogeneze za porijeklo živoga iz nežive materije. Zbog drugačije uporabe termina, Bastian je 1871. u predgovoru svoje knjige uveo novi termin Archebiosis za proces kojim bi nastao život što je prethodno nazivao biogenezom, ali je Huxley za to uveo termin abiogeneza dok je biogeneza koristio samo za nastanak ih prethodno živog.

### Pasteur i Darwin
Pasteur je sam 1864. napisao: '' Nikad se doktrina spontane generacije neće oporaviti od ovog smrtonosnog udarca jednostavnim eksperimentom.'' Alternativna hipoteza porijekla života bila je nastanak Zemljinog života negdje drugdje u svemiru. Bernal ju je kritizirao tvrdeći da je ona istovjetna drugim hipotezama baziranim na metafizičkim, duhovnim entitetima i da se svodi na stvaranje dizajnom. Po njemu takva bi teorija o porijeklu života bila neznanstvena i brojni su znanstvenici život smatrali rezultatom neke unutrašnje životne sile čiji je posebni pobornik u kasnom 19. stoljeću bio Henri Bergson.
Koncept evolucije Charlesa Darwina doveo je kraju metafizičke teološke pretpostavke. U pismu Josephu Dalton Hookeru 1. veljače 1871. Darwin se osvrnuo na pitanje porijekla života komentirajući da je prvobitna iskra života mogla nastati u malom, toplom jezeru bogatom raznim solima amonijaka i fosfora u kombinaciji sa svjetlošću, toplinom i elektricitetom što je moglo dovesti do stvaranja proteinskih sastojaka spremnih za daljnje kompleksne promjene. Dalje je naveo kako bi se danas takva početna materija raspala ili apsorbirala što ne bi bilo slučaj u vremenima prije nego što su živa bića postojala. Drugim riječima, istraživanje pojave života ovisno je o umjetnoj proizvodnji organskih sastojaka u sterilnim uvjetima laboratorija.

### Hipoteza primordijalne juhe
Nije bilo novih značajnih istraživanja ili teorija o porijeklu života sve do 1924. kada je Aleksandar Oparin došao do zaključka da kisik sprječava sintezu određenih organskih sastojaka koji su nužni gradivni blokovi za evoluciju života. U svojoj knjizi Porijeklo života Oparin je predložio da se ''spontana generacija života'', koju je kao hipotezu napadao Louis Pasteur, jednom uistinu desila, ali je sada nemoguća jer su se uvjeti na ranoj Zemlji promijenili te bi postojeći organizmi odmah konzumirali bilo kakav spontano formirani organizam. Oparin je tvrdio da se prajuha organskih molekula može stvoriti u atmosferi bez kisika uz pomoć sučeve svjetlosti. Te bi se molekule kombinirale na još složenije načine sve dok ne bi nastale kapljice koacervata. Te bi kapljice rasle spajanjem s drugim kapljicama i razmnožavale se pomoću fisije u kapljice kćeri te tako imale primitivni metabolizam u kojem bi preživjeli faktori koji pridonose integritetu stanice, a izumrli oni koji ne. Mnoge moderne teorije o nastanku života uzimaju Oparinove ideje kao polazište.
Robert Shapiro je sažeo teoriju primordijalne juhe Oparina i J.B.S. Haldanea u zrelijem obliku:
1. Rana je Zemlja imala kemijski reducirajuću atmosferu.
2. Atmosfera je, izložena energiji u različitim oblicima, proizvela jednostavne organske sastojke (monomere).
3. Ti su se sastojci akumulirali u juhi koja se mogla koncentrirati na raznim lokacijama (obala, hidrotermalni izvori itd.).
4. Daljnjim transformacijama u juhi su se razvili složeni organski polimeri i ultimativno život.

U približno isto vrijeme Haldane je predložio da su Zemljini prebiotički oceani, drugačiji od svojih modernih verzija, mogli formirati vruću razrijeđenu juhu u kojoj su se mogli formirati organski spojevi. Bernal je tu ideju nazvao biopoiesis ili biopoesis - proces kojim živa materija evoluira iz samoreplicirajućih ali neživih molekula te je naveo kako se ta biopoeza odvijala kroz veći broj međufaza.
Jedna od najvažnijih eksperimentalnih potpora teoriji prajuhe pojavila se 1952. godine kada su Stanley L. Miller i Harold C. Urey izveli pokus koji je demonstrirao kako se organske molekule mogu spontano formirati iz anorganskih prekursora u uvjetima koje je predlagala Oparin-Haldane hipoteza. U tom poznatom Miller-Ureyevom eksperimentu korištena je vrlo reducirana smjesa plinova metana, amonijaka i vodika kako bi se formirali osnovni organski monomeri poput aminokiselina. To je bio direktan dokaz druge od 4 navedene točke hipoteze primordijalne juhe. U eksperimentu je mješavina vode, vodika, metana i amonijaka kružila kroz aparaturu koja je pridodala električne iskre. Nakon tjedan dana se pokazalo da je 10% do 15% ugljika u sistemu pripadalo racemičnoj smjesi organskih spojeva uključujući i aminokiseline koje su glavni gradivni blokovi proteina.
Osnovna hipoteza Oparina, Haldanea, Bernala, Millera i Ureya bila je da su uvjeti na ranoj Zemlji pogodovali kemijskim reakcijama koje su sintetizirale isti set složenih organskih spojeva iz takvih jednostavnih prekursora. U 2011. ponovna analiza spremljenih bočica s originalnim ekstraktima iz Miller-Ureyeovg eksperimenta pokazala je, zahvaljujući naprednijoj analitičkoj opremi, još više biokemijskih sastojaka nego što je prvobitno pronađeno 1950-ih. Jedan od najvažnijih pronalazaka bile su 23 različite aminokiseline, daleko više od 5 originalno detektiranih. No, Bernal je tvrdio da nije dovoljno objasniti način formacije takvih molekula, već je neophodno doći do fizikalno-kemijskog objašnjenja porijekla molekula koje ukazuju na nekadašnje prisustvo prikladnih početnih sastojaka i izvora energije.

### Proteinoidne mikrosfere
Pokušavajući otkriti međukorake abiogeneze spomenute od strane Bernala, Sidney W. Fox je 1950-ih i 1960-ih proučavao spontano formiranje peptidnih struktura u uvjetima koji su vrlo vjerojatno postojali u ranoj Zemljinoj prošlosti. Pokazao je da aminokiseline mogu spontano oblikovati male lance nazvane peptidima. U jednom je eksperimentu dopustio aminokiselinama da se isuše kao kaljuža na toplom, suhom mjestu u prebiotičkim uvjetima. Otkrio je da su, kako su se sušile, aminokiseline formiralne duge, često ukrižene, končaste, submikroskopske polipeptidne molekule koje da danas nazivaju proteinoidnim mikrosferama.
U drugom eksperimentu koristeći slične metode kreiranja povoljnih uvjeta za nastanak života, Fox je skupio vulkanski materijal s kratera (eng. cinder cone) na Hawaiima. Otkrio je da je temperatura bila preko 100 °C samo 10 centimetara ispod površine kratera i predložio to kao okoliš u kojem se mogao formirati život - molekule su se mogle formirati i potom putem slobodnog pepela dospjeti u more. Stavio je grude lave na aminokiseline dobivene iz metana, amonijaka i vode, sterilizirao sav materijal i pekao lavu na aminokiselinama nekoliko sati u staklenoj pećnici. Na površini se oblikovala smeđa ljepljiva supstanca, a kada je lavu umakao u sterilnoj vodi, iscurila je smeđa tekućina. Ispostavilo se da su aminokiseline formirale proteinoide, a oni su se udružili u kuglice koje je Fox nazvao mikrosferama. Ti proteinoidi nisu bile stanice, iako su oblikovali nakupine i lance koji podsjećaju na cijanobakterije, ali nisu sadržavali funkcionalne nukleinske kiseline ili bilo kakve druge kodirane informacije. Na temelju takvih eksperimenata, Colin S. Pittendrigh je u prosincu 1967. izjavio da će laboratoriji kreirati žive stanice unutar 10 godina, no ta je tvrdnja ipak bila odraz tadašnjeg nepoznavanja složene strukture stanice.

## Trenutačni modeli
Još ne postoji standardni model porijekla života. Trenutačno najprihvaćenji modeli temelje se barem na nekim elementima teorije molekularne ili kemijske evolucije života koju su postavili Alexander Oparin (1924.) i J. B. S. Haldane (1925.). Prema njima, prve su molekule, koje su stvorile najranije stanice, bile sintetizirane u prirodnim uvjetima sporim procesom molekularne evolucije te su se organizirale u prve molekularne sisteme sa svojstvima biološkog reda. Oni su predložili da je atmosfera rane Zemlje bila kemijski reducirajuća, sastavljena primarno od metana, amonijaka, vode, vodikova sulfida, ugljikova dioksida, ugljikova monoksida i fosfata s molekularnim kisikom i ozonom u vrlo maloj ili nikakvoj zastupljenosti. Prema kasnijim modelima, atmosfera se u kasnom hadiju sastojala uglavnom od dušika i ugljikova dioksida s manjim količinama ugljikova monoksida, vodika i spojeva sumpora uz nedostatak molekularnog kisika i ozona, ali nije bila kemijski reducirajuća kako su to Oparin i Haldane pretpostavili. U atmosferi predloženoj od Oparina i Haldanea, električna aktivnost može katalizirati nastanak jednostavnih organskih molekula poput aminokiselina koje su osnovna građevna jedinica proteina, a time i života. To je potvrdio Miller-Ureyev eksperiment 1953. godine.
Bernal je 1949. osmislio termin biopoiesis za nastanak života. 1967. je predložio 3 faze: 1) nastanak bioloških monomera; 2) nastanak bioloških polimera; i 3) evolucija od molekula do stanice. Sugerirao je da je evolucija počela negdje između 1. i 2. faze. Razumijevanje prve faze danas je na visokoj razini, a otkriće alkalnih hidrotermalnih izvora i njihova sličnost s protonskom pumpom koja je jedan od temelja bioloških života pružaju dokaze za drugu fazu. Bernal je smatrao treću fazu - pronalaženje metode proučavanja kako su se biološke reakcije integrirale iza stanične membrane - onom najtežom za dokučiti. Moderna istraživanja mogućnosti samoorganiziranja kojim bi nastala stanična membrana i rad na mikroporama u različitim supstratima predstavljaju aktualan eksperimentalan rad s ciljem rješavanja problema razumijevanja treće faze.
Kemijski procesi koji su se odvijali na ranoj Zemlji nazivaju se zajedničkim nazivom kemijska evolucija (eng. chemical evolution). I Manfred Eigen i Sol Spiegelman su demonstrirali da se evolucija, uključujući replikaciju, varijacije i prirodnu selekciju, može odvijati u populaciju kako molekula tako i organizama. Spiegelman je zahvaljujući prirodnoj selekciji sintetizirao tzv. Spiegelmanovo Čudovište koje je imalo genom od samo 218 nukleotidnih baza. Eigen je na temelju Spiegelmanovog rada proizveo sličan sistem sa samo 48 ili 54 nukleotida.
Kemijska je evolucija bila praćena inicijacijom biološke evolucije što je dovelo do nastanka prvih pravih stanica. Nitko još nije sintetizirao protostanicu koristeći jednostavne komponente neophodne za život (to je tzv. bottom-up pristup u kojem se od osnovnih elemenata grade složeniji sistemi). Bez takvog tipa dokaza, objašnjenja se više fokusiraju na kemosintezu. Unatoč tome, postoje istaknuti znanstvenici poput Steena Rasmussena i Jacka W. Szostak koji rade na tom području bottom-up pristupom. Druge se zalažu za top-down pristup u kojem se složeniji sistem pokušava razumjeti na temelju rastavljanja i proučavanja pojedinih komponenata ili podsistema. Uspješni primjer top-down pristupa predstavlja eksperiment Craiga Ventera i drugih u Institutu za genska istraživanja (eng. The Institute for Genomic Research) u kojem su uspjeli kreirati prokariotsku stanicu prema modelu već postojeće stanice, ali s progresivno manje gena kako bi pokušali dokučiti granicu koja predstavlja minimalne zahtjeve za život.

## Kemijsko porijeklo organskih molekula
Elementi, osim vodika, potječu od nukleosinteze tijekom životnog ciklusa zvijezda. Složene se molekule, uključujući i organske, formiraju kako u svemiru tako i na planetima. Dva su moguća izvora organskih molekula na ranoj zemlji:
1. Zemaljsko porijeklo - organska sinteza posredovana udarima objekata poput meteorita ili drugim izvorima energije (UV zračenje, redoks reakcije, elektricitet). Potpora za takvo tumačenje predstavljaju eksperimenti poput Miller-Ureyevog.
2. Izvanzemaljsko porijeklo -  formiranje organskih molekula u međuzvjezdanoj prašini i dospijeće na planete.

Procjene tih izvora upućuju da je događaj poznat pod nazivom Kasno teško bombardiranje (eng. Late Heavy Bombardment) prije 3.5 milijardi godina, kada se veliki broj asteroida sudarao s ranim planetima Sunčevog sustava, u ranoj atmosferi učinio dostupnim količine organskih spojeva usporedive s onima proizvedenih posredstvom drugih izvora energije.  Pretpostavlja se da je Kasno teško bombardiranje također moglo efektivno sterilizirati Zemljinu površinu do desetke metara dubine. Ako je život evoluirao dublje od toga, bio bi također zaštićen od vrlo visokih razina UV zračenja koje se tadašnje Sunce emitiralo. Simulacije geotermalno zagrijane oceanske kore rezultirale su s daleko više organskih spojeva nego u slučaju Miller-Ureyevog eksperimenta (vidi dolje). U dubokim hidrotermalnim izvorima Everett Shock je uočio ogromni termodinamički potencijal za stvaranje organskih molekula jer su morska voda i hidrotermalne tekućine daleko od ravnoteže te se miješaju prema stabilinijem stanju. Shock je ustanovio kako je maksimalna, dostupna energija prisutna pri 100-150 °C što je upravo ona temperatura u kojoj žive neke hipertermofilne bakterije i termoacidofilne arheje koje se nalaze na samoj bazi filogenetskog stabla, najbliže posljednjem univerzalnom zajedničkom pretku (eng. Last Universal Common Ancestor - LUCA).

### Kemijska sinteza
Iako se osobine samoorganizacije i samoreplikacije često smatraju značajkama isključivo živih sistema, postoje brojni primjeri abiotičkih molekula koje pokazuju te karakteristike u određenim, odgovarajućim uvjetima. Stan Palasek je pokazao kako se ribonukleinska kiselina (RNA) može sama spontano formirati zahvaljujući fizikalnim obilježjima okoliša hidrotermalnih izvora (eng. hydrothermal vents). Samostalno sastavljanje virusa unutar stanica domaćina također ima implikacije na istraživanje porijekla života jer povećava povjerenje u hipotezu o nastanku života putem samostalnog organiziranja organskih molekula.
Na ranoj Zemlji postojali su višestruki izvori energije za kemijske reakcije. Na primjer, toplina (kao ona od geotermalnih procesa) je standardni izvor energije u kemiji, a uz to razlikujemo sunčevu svjetlost i električno pražnjenje (munje). Reakcije koje se teško i sporo odvijaju mogu biti vođene s onim reakcijama koje se u danim uvjetima odvijaju vrlo lako kao što je to slučaj u željezo-sumpor kemiji. To je npr. bilo važno za fiksaciju ugljika (konverzija ugljika iz anorganskih u organske oblike). Fiksacija ugljika se uz željezo-sumpor kemiju odvija u neutralnim vrijednostima pH i 100 °C. Tako su željezno-sumporne površine, koje su obilno prisutne u okolini hidrotermalnih izvora (eng. hydrothermal vents), sposobne proizvesti male količine aminokiselina i drugih bioloških metabolita.
Formamid proizvodi sva 4 ribonukleotida i druge biološke molekule kad se zagrije u prisustvu različitih terestrijalnih minerala. Formamid je sveprisutan u svemiru kao rezultat reakcije vode i cijanovodika (HCN). Ima nekoliko prednosti kao biološki prekursor uključujući sposobnost da se tijekom isparavanja vode vrlo lako koncentrira. Cijanovodik je otrovan samo za aerobne organizme (eukarioti i aerobne bakterije) koji na početku nisu postojali. Uz to, može igrati ulogu i u drugim kemijskim procesima kao što je sinteza aminokiseline glicina.
1961. je pokazano da se purinska baza nukleinskih kiselina, adenin može formirati zagrijavanjem vodene otopine amonijevog cijanida (NH4CN). Također su uočeni i drugi putevi sinteze baza iz anorganskog materijala. Leslie E. Orgel i kolege su pokazali da su smrzavajuće temperature pogodnost za sintezu purina zbog koncentriranja ključnih prekursora poput cijanovodika. Istraživanje Stanleyja L. Millera i suradnika natuknulo je na to da dok adenin i gvanin zahtijevaju ledene uvjete za sintezu, za sintezu citozina i uracila bi mogle biti potrebne temperature vrenja. Od 1972. do 1997. zabilježili su formaciju 7 različitih aminokiselina i 11 nukelobaza u ledu kad su bili uključeni amonijak i cijanid. Drugi radovi demonstrirali su oblikovanje s-triazina (alternativne baze), pirimidina (uključujući tirozin i uracil) i adenina iz otopine ureje podvrgnutoj ciklusima zamrzavanja i zagrijavanja u uvjetima reduktivne atmosfere s iskrama električne energije kao izvorom energije. Objašnjenje za neobično veliku brzinu tih reakcija pri tako niskim temperaturama je to da takva smjesa tj otopina tvari ima nižu temperaturu ledišta i otapanja nego što to imaju pojedinačne tvari. Tijekom formiranja kristala leda samo se molekule vode udružuju u rastući kristale dok su nečistoće poput soli i cijanida isključene te one gotovo u potpunosti ispune mikroskopske džepove odnosno pukotine s tekućinom unutar leda. Takav smještaj u pukotinama dovodi do češćeg sudaranja molekula. Mehanistička proučavanja kvantnim kemijskim metodama pružaju detaljnije razumijevanje nekih od procesa uključenih u kemijsku evoluciju te djelomičan odgovor na fundamentalno pitanje molekularne biogeneze.
U vrijeme Miller-Ureyeva eksperimenta znanstveni je konsenzus bio da je rana Zemlja imala reducirajuću atmosferu sa sastojcima relativno bogatim vodikom i siromašnim kisikom (npr. CH4 i NH3 nasuprot CO2 i dušikova dioksida (NO2)). Međutim, trenutačni znanstveni konsenzus opisuje primitivnu atmosferu ili slabo reducirajućom ili neutralnom. Takva bi atmosfera značajno smanjila i količinu i raznolikost aminokiselina koje bi mogle biti stvorene, iako su eksperimenti koji uključuju željezo i karbonatne minerale (za koje se smatra da su bili prisutni u ranim oceanima) ipak uspjeli rezultirati širokim spektrom aminokiselina. Druga se znanstvena istraživanja više fokusiraju na druga 2 potencijalna tipa reducirajućeg okoliša: svemir i morski hidrotermalni izvori.
Spontano formiranje kompleksnih polimera iz abiotički stvorenih monomera u uvjetima teorije primordijalne juhe nije neposredan i lagan proces. Osim potrebnih osnovnih organskih monomera, sastojci koji bi onemogućili formiranje polimera su također dobiveni u velikim koncentracijama tijekom Miller-Ureyevih i Joan Oróvih eksperimenata. Tako Miller-Ureyev eksperiment proizvodi brojne tvari koje bi reagirale s aminokiselinama ili blokirale njihovo vezanje u peptidne lance.
Istraživački projekt dovršen u ožujku 2015. od strane Johna D. Sutherlanda i njegovih suradnika otkrio je da mreža reakcija počevši s vodikovim cijanidom i vodikovim sulfidom u potocima vode ozračenim UV svjetlošću može proizvesti kemijske komponente proteina i lipida kao i RNA bez istovremenog formiranja brojnih drugih tvari. Znanstvenici su tu mrežu reakcija opisali ''cijanosulfidnom''.

### Autokataliza
Autokatalizatori su tvari koje ubrzavaju odnosno kataliziraju reakcije vlastitog nastajanja pa su prema tome ''molekularni replikatori''. Najjednostavniji samoreplicirajući kemijski sistemi su autokatalitički i tipično se sastoje od tri komponente: molekule produkta i 2 molekule prekursora pri čemu molekula produkta ujedno ima sposobnost povezivanja prekursorkih molekula što dovodi do nastanka još molekula samog produkta. Produkt katalizira reakciju tako da pruža komplementarnu šablonu koja veže prekursore te ih tako približava čime se pospješuje njihova reakcija. Takvi sistemi postoje i na razini bioloških makromolekula kao i malih organskih molekula. Sistemi koji ne funkcioniraju pomoću mehanizma šablone, poput samoreplicirajućih micela i vezikula su također uočeni.
Predloženo je kako je život nastao kao autokatalitička kemijska mreža. Britanski etologist Richard Dawkins pisao je o autokatalizi kao potencijalnom objašnjenju porijekla života u svojoj knjizi The Ancestor's Tale iz 2005. godine. U njoj Dawkins navodi eksperimente Juliusa Rebeka u kojima je kombinirao amino adenozin i pentafluorofenil estere s autokatalizatorom amino adenozin triacid esterom (AATE). Jedan je produkt bio varijanta AATE koja je katalizirala vlastitu sintezu. Eksperiment je ukazao na mogućnost da autokatalizatori podliježu kompeticiji unutar populacije entiteta s nasljednim svojstvima što bi se moglo interpretirati kao rudimentaran oblik prirodne selekcije.
Ranih 1970-ih Manfred Eigen i Peter Schuster ispitali su prijelazne stadije između molekularnog kaosa i samoreplicirajućeg hiperciklusa u prebiotičkoj juhi. U hiperciklusu sistem s pohranjenim informacijama (moguće RNA) stvara enzim koji katalizira formaciju drugog informacijskog sistema u slijedu sve dok produkt posljednjeg ne bude onaj prvi informacijski sistem. Matematički, hiperciklusi bi mogli stvoriti kvazivrste koje onda mogu kroz prirodnu selekciju ući u oblik darvinističke evolucije. Teorija hiperciklusa dobila je pojačanje kada su otkriveni ribozimi koji mogu katalizirati svoje reakcije. Ta teorija zahtjeva postojanje složenih biomolekula poput nukleotida koji se ipak ne formiraju u uvjetima iz Miller-Ureyeva eksperimenta.

### Homokiralnost
Homokiralnost je skup geometrijskih svojstava nekih materijala koji su sastavljeni od kiralnih jedinica ili centara. Pojam kiralan odnosi se na 3D oblike koji predstavljaju zrcalne slike drugih oblika kao što je to npr. slučaj kod lijeve i desne ruke. Pritom razlikujemo akiralne molekule i kiralne molekule čiji se zrcalni oblik ne može preklopiti s njima, a mogu imati desni ili lijevi oblik.  Živi organizmi gotovo bez iznimke koriste molekule jednake kiralnosti pri čemu su sve korištene aminokiseline lijevog oblika (eng. left-handed), a nukleotidi i šećeri desnog (eng. right-handed). Kiralne se molekule mogu sintetizirati, ali bez prisustva kiralnog izvora ili kiralnog katalizatora nastaje racemična smjesa enatiomera gdje i desni i lijevi oblik čine 50% smjese. Poznati mehanizmi nastanka ne-racemičnih smjesa iz početnog racemičnog materijala uključuju asimetrične zakone fizike, asimetrične okoliše poput cirkularno polarizirane svjetlosti, kristala kvarca ili Zemljine rotacije i statističke fluktuacije tijekom racemične sinteze. 
Mali višak (enantiomerski eksces) u populaciji može biti amplificiran u veliki asimetričnom autokatalizom kao npr. kod Soai reakcije gdje se događa alkilacija pirimidin-5-karbaldehida s diizopropil-cinkom. U takvoj asimetričnoj autokatalizi katalizator je sama kiralna molekula koja katalizira svoju vlastitu proizvodnju čime se povećava udio ili broj samo tog kiralnog oblika molekule. Prema tome taj početni mali enatiomerski eksces kakav može biti dobiven npr. polariziranom svjetlošću, omogućuje da brojniji enantiomer u konačnici prevlada drugi početno manje brojan enantiomer.
Clark je predložio da je homokiralnost mogla početi u svemiru jer su studije aminokiselina na Murchison meteoritu pokazale da je L-alanin dvaput češći od D oblika te da je L-glutaminska kiselina triput češća od svojeg D oblika. Različite kiralne kristalne površine mogu također djelovati kao mjesta mogućeg koncentriranja i sklapanja kiralnih monomerskih jedinica u makromolekule. Tvari nađene na meteoritima sugeriraju kako je kiralnost života potekla od abiogenetske sinteze jer aminokiseline s meteorita pokazuju prevladavanje L oblika, a šećeri D oblika kao što je to i kod živih organizama.

## Samoorganizacija, reprodukcija, replikacija i RNA svijet

### Protostanice
Protostanica je samoorganizirana, samouređena, sferična nakupina lipida koja je predložena kao mogući temelj porijekla života. Središnje je pitanje u evoluciji kako je nastala jednostavna protostanica i potom mogla pridonijeti raznolikosti iduće generacije i tako pokretati evoluciju života. Iako funkcionalna protostanica još nije stvorena u laboratorijskim uvjetima, postoje znanstvenici koji smatraju da je taj cilj itekako u dosegu današnje znanosti.
Vezikule koje se same slažu esencijalne su komponente primitivne stanice. Drugi zakon termodinamike zahtjeva da se svemir razvija tako da entropija uvijek raste, no život se ističe po tome što ima vrlo visok stupanj organizacije. Prema tome, trebala bi postojati neka granica koja odvaja životne procese od nežive materije. Istraživači Irene A. Chen i Jack W. Szostak sugeriraju kako jednostavna fizikalno-kemijska svojstva elementarnih protostanica mogu dovesti do nastanka esencijalnih staničnih procesa uključujući i primitivne oblike reprodukcije i spremanje energije. Takve bi kooperativne interakcije između membrane i sastavnica unutar nje mogle pojednostavniti prijelaz iz jednostavnih replicirajućih molekula u prave stanice. Nadalje, natjecanje za membranske molekule evolucijski bi favoriziralo stabilizirane membrane kao npr. one s fosfolipidima. Takva ugradnja različitih komponenti u membranu omogućila bi metabolizam u membrani, razmjenu malih molekula i blokadu prolaza velikih spojeva. Glavna je prednost takve membrane povećana topljivost tvari u membrani te spremanje energije u obliku elektrokemijskog gradijenta.
Studija iz 2012. godine pokazuje da vodene površine na kopnu s kondenziranom i rashlađenom geotermalnom parom imaju idealne karakteristike za nastanak života. Znanstvenici su 2002. potvrdili da dodavanjem gline montmorilonita u otopinu micela masnih kiselina (lipidnih sfera) dolazi do povećanja stope formacije vezikula 100 puta.
Jeewanu (sanskrtski naziv za čestice života) još je jedan model protostanice. Prvo je sintetiziran 1963. iz jednostavnih minerala i organskih spojeva izloženih sunčevoj svjetlosti. Prema opisu Jeewanu je imao neke metaboličke sposobnosti, polupropusnu membranu, aminokiseline, fosfolipide, ugljikohidrate i molekule sličine RNA. No, priroda i svojstva Jeewanua još se moraju ispitati i razjasniti.
Elektrostatičke interakcije inducirane kratkim, pozitivno nabijenim, hidrofobnim peptidima dugačkim 7 aminokiselina ili manje mogu pričvrstiti RNA na membranu vezikula tj. bazičnu membranu stanice.

### RNA svijet
Hipoteza RNA svijeta opisuje ranu Zemlju sa samoreplicirajućom i katalizirajućom RNA bez DNA ili proteina. Danas se većina znanstvenika slaže da je život na Zemlji potekao od RNA svijeta, iako život temeljen na RNA možda nije bio ujedno i prvi oblik života koji je postojao. Taj je zaključak temeljen na brojnim različitim dokazima kao što je otkriće da je RNA ključna u procesu translacije te da male RNA mogu katalizirati sav transfer informacija i kemijskih grupa potrebnih za život. Struktura ribosoma se često naziva okidačem ili na engleskom jeziku smoking gun jer se pokazalo kako je ribosom ujedno i ribozim sa središnjom jezgrom od RNA bez postraničnih lanaca aminokiselina u dijelu aktivnog mjesta koje je odgovorno za kataliziranje formacije peptidne veze. Ribozimi su po definiciji RNA molekule koje mogu katalizirati određene biokemijske reakcije baš kao i proteinski enzimi. Koncept RNA prvi je predložio 1963. Alexander Rich, a naziv je osmislio Walter Gilbert 1986. godine.
Mogući prekursori za evoluciju sinteze proteina uključuju mehanizam sintetiziranja kratkih peptidnih kofaktora ili stvaranje mehanizma za duplikaciju RNA. Vrlo je moguće da je ancestralni ribosom bio sastavljen u potpunosti od RNA, iako su kasnije neke uloge mogli preuzeti proteini. Veliki su izazovi ove hipoteza identificirati selektivnu silu u evoluciji ribosoma i odrediti kako je nastao genetski kod.
Eugene Koonin je rekao: ''Unatoč značajnom eksperimentalnom i teoretskom trudu, trenutačno ne postoji neki uvjerljiv scenarij za porijeklo replikacije i translacije - ključne procese koji zajedno čine jezgru bioloških sustava i preduvjet biološke evolucije.'' Koncept RNA svijeta mogao bi ponuditi najbolju šansu za rješenje ove zagonetke, ali za sada ne može adekvatno objasniti nastanak učinkovite RNA replikaze ili translacijskog sustava. Kozmološki model vječne inflacije s paralelnim svjetovima mogao bi ukazati na izlaz iz ove zagonetke - u beskonačnom multiverzumu s konačnim brojem makroskopskih povijesti (svaka ponovljena beskonačan broj puta), slučajan nastanak i najsloženijih sistema ne bi bio samo moguć, već neizbježan.''

#### Virusno porijeklo i RNA svijet
U nosim su istraživanjima predloženi dokazi za ''prvo virus'' hipotezu koja bi mogla podupirati neke teorije RNA svijeta. Jedna od poteškoća za proučavanje virusnog porijekla i evolucije je njihova velika stopa mutacija što je posebno izraženo u slučaju RNA retrovirusa kao što je HIV. Studija iz 2015. usporedila je proteinske 3D strukture iz različitih grana drva života čime su znanstvenici mogli rekonstruirati evolucijsku povijest struktura i ujedno organizama čiji ih genomi kodiraju. Tvrde kako su proteinske 3D strukture bolji markeri prošlih evolucijskih događaja jer njihova struktura može ostati očuvana i kad se sekvenca, koja ih kodira, počne mijenjati. Prema tome, virusni proteinski repertoar zadržao je tragove davne evolucijske prošlosti koja može biti otkrivena pomoću naprednih bioinformatičkih metoda. Zaključili su da je evolucijski pritisak na smanjenje genoma i veličine čestica doveo do redukcije virostanica u moderne viruse koji su u potpunosti izgubili stanični izgled dok su se preostale tadašnje stanične linije preinačile u moderne stanice. Podaci pokazuju da su virusi potekli od prastanica koje su koegzistirale s pretečama modernih stanica. Te su prastanice vrlo vjerojatno sadržavale segmentirane genome.

### RNA sinteza i replikacija
Hipoteza RNA svijeta potakla je znanstvenike da pokušaju odrediti jesu li se RNA molekule mogle spontano formirati i katalizirati vlastitu replikaciju. Dokazi ukazuju da su potrebni kemijski uvjeti s prisustvom bora, molibdena i kisika za početnu proizvodnju RNA molekula mogli biti bolji na Marsu nego na Zemlji. U tom slučaju, spojevi pogodni za nastanak života mogli su nastati na Marsu te kasnije dospjeti na Zemlju sudarom ta 2 nebeska tijela.
Iznijete su brojne hipoteze o formaciji RNA. Od 1994. postoje poteškoće u objašnjavanju abiotičke sinteze nukleotida citozina i uracila. Daljnja istraživanja ukazala su na moguće puteve sinteze: formamid proizvodi sva 4 ribonukleotida i druge biološke molekule kada se zagrijava u prisustvu različitih minerala. Rane stanične membrane su se mogle spontano formirati iz proteinoida, što su molekule nalik proteinima koje nastaju kad se zagrijavaju vodene otopine aminokiselina odgovarajućih koncentracija. Uočeno je da formiraju mikrosfere koje se ponašaju slično odjeljcima okruženim membranama. Drugi mogući načini proizvodnje složenijih organskih molekula uključuju kemijske reakcije koje su se odvile na glinenoj (eng. clay) podlozi ili na površini minerala pirita.
Čimbenici koji podupiru važnu ulogu RNA u počecima života na Zemlji uključuju mogućnost RNA da pohrani informacije i katalizira reakcije (kao ribozim); njene brojne važne uloge kao intermedijarne molekule u ekspresiji i održavanju genetičkih informacija (u obliku DNA) u modernim organizmima; lakoća kemijske sinteze komponenata RNA u uvjetima sličnim ranoj Zemlji. Relativno kratke RNA molekule sposobne za replikaciju uspješno su dobivene u laboratorijima. Takve RNA replikaze koje funkcioniraju i kao genetički kod i kao katalizator pružajući kalup za svoje vlastito kopiranje. Jack W. Szostak pokazao je kako određene katalizirajuće RNA molekule mogu spojiti manje RNA sekvence stvarajući potencijal za samoreplikaciju. Ako su ti uvjeti bili prisutni, darvinistička prirodna selekcija favorizirala bi proliferaciju takvih autokatalitičkih setova u kojima mogu biti dodane nove funkcionalnosti. Takvi autokatalitički sustavi RNA sposobni za samoodrživu replikaciju su i uočeni. RNA replikacijski sistemi, koji uključuju 2 ribozima koji kataliziraju sintezu jedan drugog, trebali su oko sat vremena za stvaranje produkata te su bili subjekt prirodne selekcije u uvjetima postignutim u eksperimentu. U eksperimentima evolucijske kompeticije, to je vodilo do pojave novih sistema koji su replicirali učinkovitije. To je bila prva demonstracija evolucijske prilagodbe u molekularnom genetičkom sistemu.
Ovisno o korištenoj definiciji, može se smatrati da je život nastao kada su RNA lanci počeli pokazivati prema Darwinu osnovna svojstva potrebna za podložnost prirodnoj selekciji: nasljednost, varijabilnost i različitost ishodnog produkta reprodukcije. Evolucijska sposobnost (eng. fitness) RNA replikatora vjerojatno bi bila funkcija vlastitih adaptacijskih kapaciteta koji su intrinzični (u smislu da su određeni sekvencom nukleotida) i dostupnosti potrebnih resursa. Tri primarna adaptivna kapaciteta mogla su biti (1) kapacitet za replikaciju s umjerenom točnošću čime bi bilo moguće nasljeđe kao i varijabilnost produkata, (2) kapacitet zaobilaženja raspada, i (3) kapacitet nabave i procesuiranja resursa. Ti bi kapaciteti bili određeni početno sklopljenom konfiguracijom RNA replikatora koja bi bila ujedno i kodirana u njihovim sljedovima nukleotida. Njihov relativan reproduktivan uspjeh te međusobna kompeticija ovisili bi o relativnim vrijednostima njihovih adaptivnih kapaciteta.

### Pre-RNA svijet
Moguće je da su kao samoreplicirajuće molekule prvo nastale vrste nukleinskih kiselina poput PNA, TNA ili GNA te su poslije zamijenjene s RNA. Larralde i drugi kažu kako općeprihvaćena prebiotička sinteza riboze tzv. reakcija formoze rezultira brojnim šećerima bez neke posebne selektivnosti te zaključuju kako njihovi rezultati ukazuju da je ''kralježnica'' prvog genetičkog materijala mogla biti bez riboze ili drugih šećera zbog svoje nestabilnosti. Esterska veza riboze i fosforne kiseline u RNA poznata je po sklonosti hidrolizi.
Pirimidinski ribonukleozidi i njihovi nukleotidi prebiotički su sintetizirani lancem reakcija koje zaobilaze slobodne šećere te su sklopljeni korak po korak koristeći kemiju baziranu na dušiku ili kisiku. Sutherland je demonstrirao vrlo produktivne putove izgradnje citidinskih i uridinskih ribonukleotida iz malih fragmenata s 2 ili 3 atoma ugljika poput glikolaldehida, gliceraldehida ili gliceraldehid-3-fosfata, cijanamida i cijanoacetilena. Jedan od tih koraka omogućuje izolaciju enantiomerski čistog riboza-aminooksazolina ako je enantiomerski višak gliceraldehida 60% ili više. Na to se može gledati kao na prebiotički purifikacijski korak gdje se spoj kristalizacijsom spontano izdvojio iz smjese drugih pentoza-aminooksazolina. Nakon toga riboza-aminooksazolin može reagirati s cijanoacetilenom te učinkovito dati α-citidinski ribonukleotid. Fotoanomerizacija s UV svjetlošću omogućuje inverziju u području 1' anomerskog centra čime se dobije točna beta stereokemija. 2009. je pokazano da isti jednostavni gradivni blokovi omogućuju direktan pristup 2',3'-cikličkim pirimidinskim nukleotidima za koje se zna mogu spontano polimerizirati u RNA. Ta studija također naglašava mogućnost fotosanitizacije pirimidin-2',3'-cikličkih fosfata.

## Porijeklo biološkog metabolizma
Reakcije nalik metaboličkim mogle su se prirodno odvijati u ranim oceanima prije nego što su se pojavili prvi organizmi. Metabolizam bi mogao biti stariji od nastanka života te je život možda evoluirao iz kemijskih uvjeta koji su prevladavali u najranijim oceanima. Rekonstrukcije u laboratorijima pokazuju da neke od tih reakcija mogu proizvesti RNA te neke druge liče na 2 osnovne reakcijske kaskade u metabolizmu: glikoliza i put pentoza-fosfata, koji pružaju esencijalne prekursore za nukleinske kiseline, aminokiseline i lipide. Studija provedena na Sveučilištu Düsseldorf prikazala je filogenska stabla temeljena na 6 milijuna gena bakterija i arheja te je identificirala 355 obitelji proteina koji su vjerojatno bili prisutni u posljednjem univerzalnom zajedničkom pretku (eng. Last Universal Common Ancestor - LUCA). To je bilo temeljeno na sastavnicama anaerobnog metabolizma koji je fiksirao ugljikov dioksid i dušik. Ukazuje na to d je LUCA evoluirao u okolišu bogatom vodikom, ugljikovim dioksidom i željezom. Dalje su navedena neka zapažena otkrića te s tim povezane hipoteze.

### Željezo-sumpor svijet
1980-ih Günter Wächtershäuser, ohrabren i podržan od strane Karla R. Poppera, postulirao je u svojem željezo-sumpor svijetu teoriju evolucije prebiotičkih kemijskih putova kao početnu točku u evoluciji života. Teorija prezentira konzistentan sustav praćenja današnje biokemije nazad do ancestralnih reakcija koje pružaju alternativne putove sinteze organskih gradivnih blokova iz jednostavnih plinovitih spojeva.